# Gare d'Hesdin
La gare d'Hesdin est une gare ferroviaire française de la ligne de Saint-Pol-sur-Ternoise à Étaples, située sur le territoire de la commune d'Hesdin-la-Forêt, dans le département du Pas-de-Calais, en région Hauts-de-France.
C'est une gare de la Société nationale des chemins de fer français (SNCF), desservie par des trains TER Hauts-de-France.

## Situation ferroviaire
Établie à 27 mètres d'altitude, la gare d'Hesdin est située au point kilométrique (PK) 101,17 de la ligne de Saint-Pol-sur-Ternoise à Étaples, entre les gares ouvertes d'Auchy-lès-Hesdin et d'Aubin-Saint-Vaast.

## Service des voyageurs

### Accueil
Gare SNCF, elle dispose d'un bâtiment voyageurs, avec guichet, ouvert tous les jours.

### Desserte
Hesdin est desservie par des trains TER Hauts-de-France, qui effectuent des missions entre les gares d'Arras, ou de Béthune, ou de Saint-Pol-sur-Ternoise, et d'Étaples - Le Touquet.

### Intermodalité
Un parking est aménagé.